# Katedrála Neposkvrněného Početí Panny Marie (Dili)
Katedrála Neposkvrněného Početí Panny Marie (portugalsky Catedral da Imaculada Conceição) je katedrála v Dili, hlavním městě Východního Timoru. Je od roku 2019 arcibiskupskou katedrálou a nachází se ve správním obvodu Suco (obce) Vila Verde (Vera Cruz). Je hlavním kostelem římskokatolické arcidiecéze v Dili.

## Stavba
Katedrála je podle východotimorské centrály turistky největším kostelem v jihovýchodní Asii. Má rozlohu 1 800 m² a je postavena na pozemku velkém 10 000 m². Pojme přes 2 000 lidí a je vybavena klimatizací.
Je v ní uložena socha Panny Marie z Fátimy, která je patronkou země. Soška byla na Východní Timor přivezena z Portugalska při příležitosti vyhlášení nezávislosti Východního Timoru v roce 2002.

## Historie

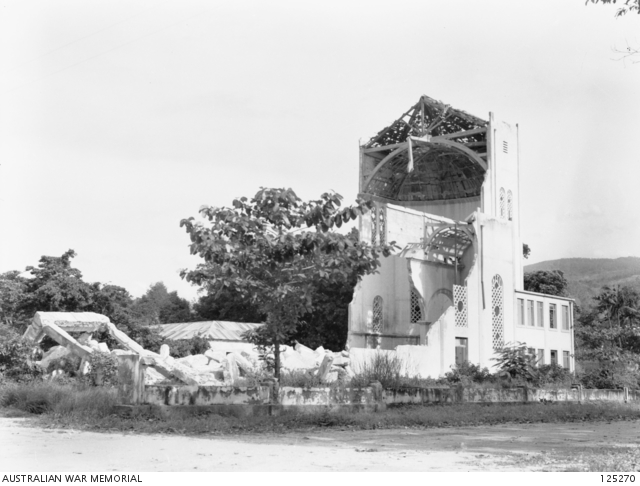
Původní katedrála po bombardování (stav v r. 1946)

Hlavní kostel v Dili byl postaven v letech 1867–1877 a nacházel se na místě dnešního Východotimorského národního parlamentu. Tento kostel v roce 1933 ustoupil stavbě první městské katedrály – neoklasicistní budovy, která byla otevřena v roce 1937. Ta byla během druhé světové války, 30. srpna 1944, zničena Japonci.
V roce 1984 se začala připravovat stavba této katedrály. V té době byl Východní Timor okupován Indonésií, a proto ji po dokončení stavby 2. listopadu 1988 otevíral tehdejší indonéský prezident, generál Suharto. V říjnu 1989 jí požehnal papež Jan Pavel II.
Katedrála měla důležitou roli v boji za nezávislost Východního Timoru a její představitelé, jako například nositel Nobelovy ceny míru biskup Carlos Belo, vyzývali lidi, aby šli hlasovat v referendu v roce 1999.
V roce 2006 vypukly ve Východním Timoru nepokoje a areál katedrály sloužil jako útočiště pro více než 10 000 lidí.

### Duchovní
Farářem v této katedrále byl od jejího otevření až do své smrti roku 2022 páter José António. Po jeho smrti převzal tuto funkci Leandro Maria Alves.

## Další fotografie

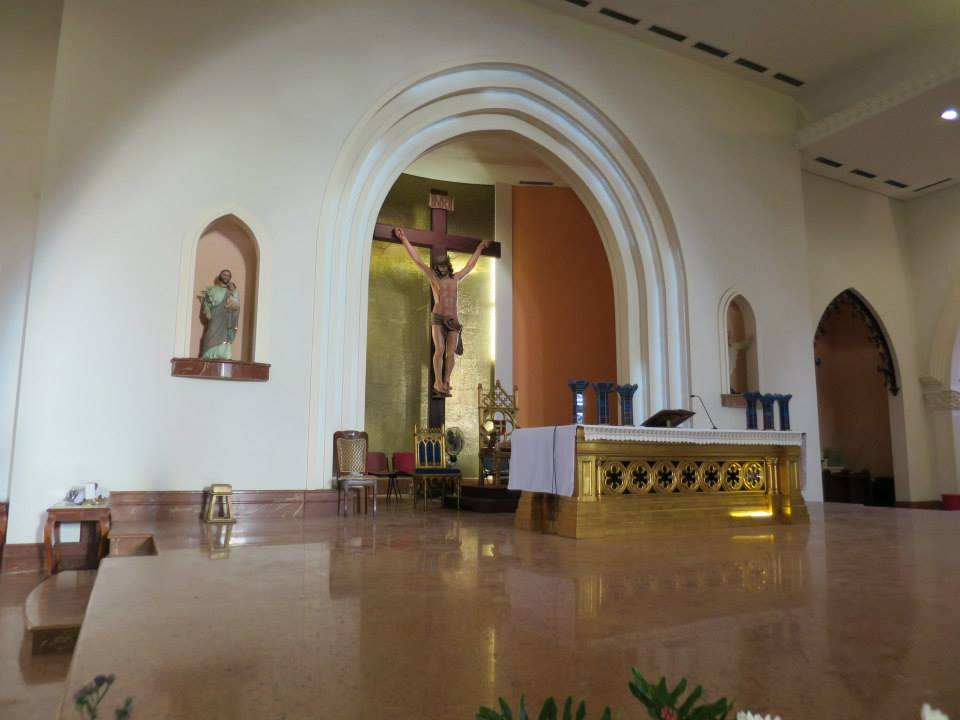
Hlavní oltář
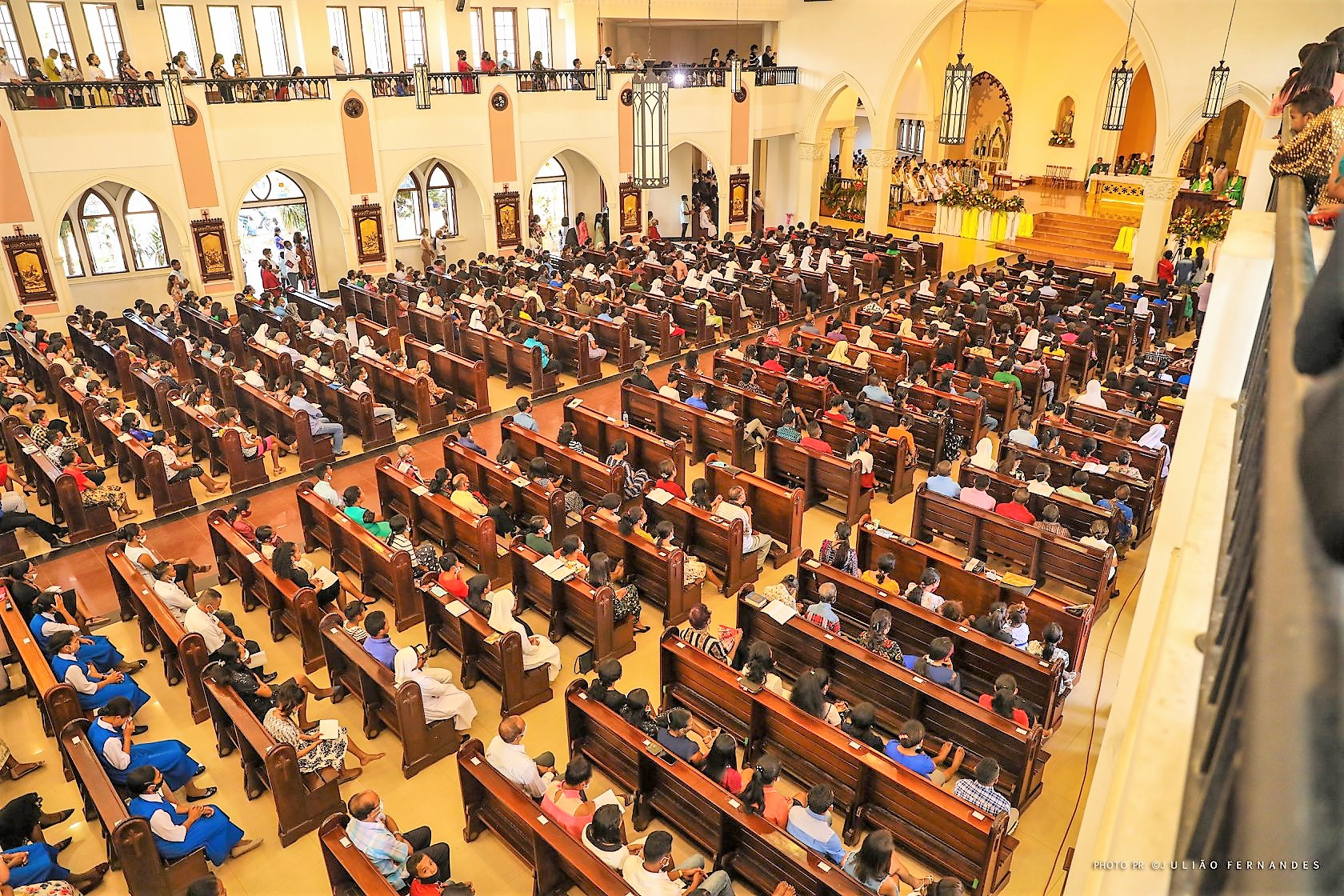
Interiér kostela
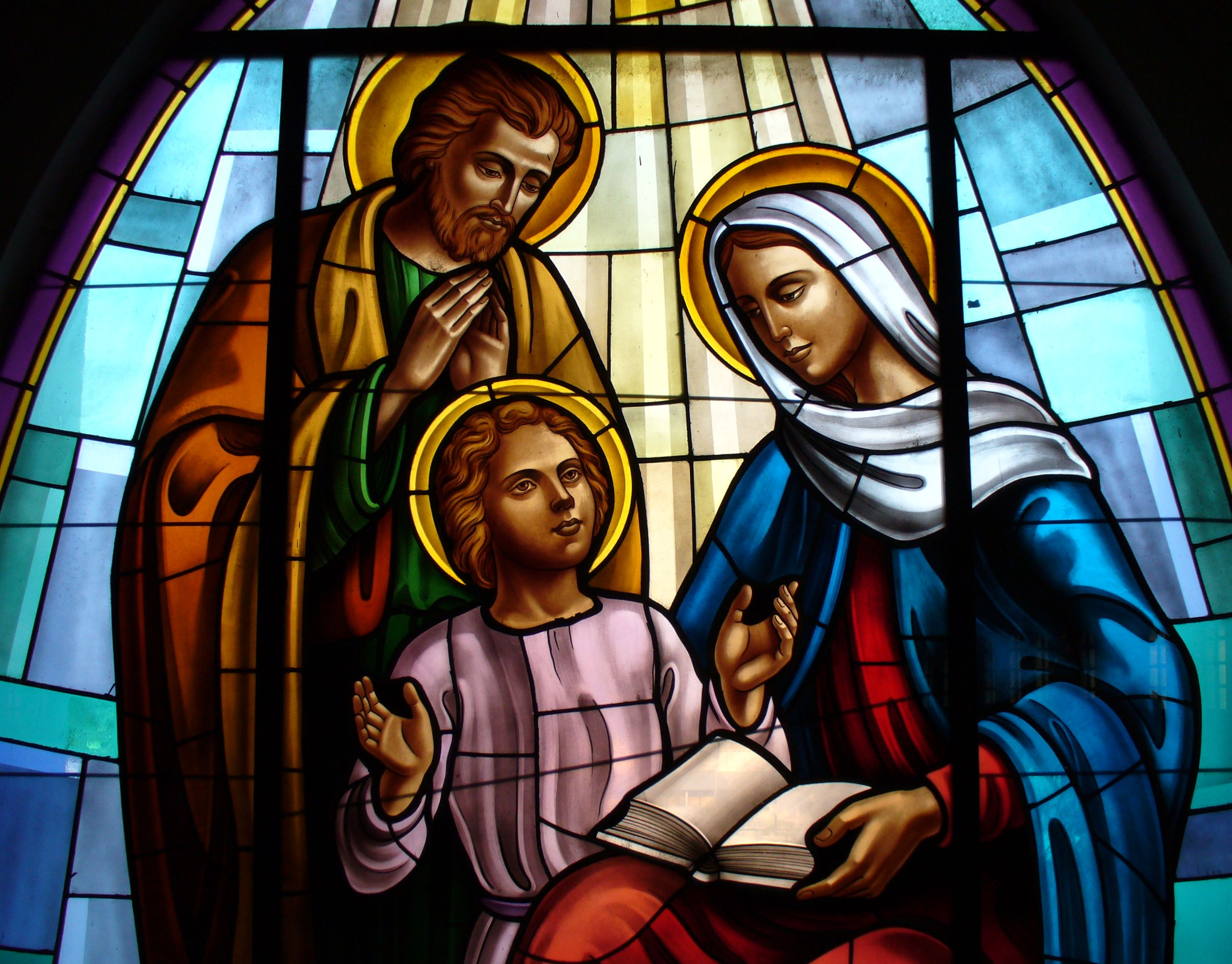
Okna
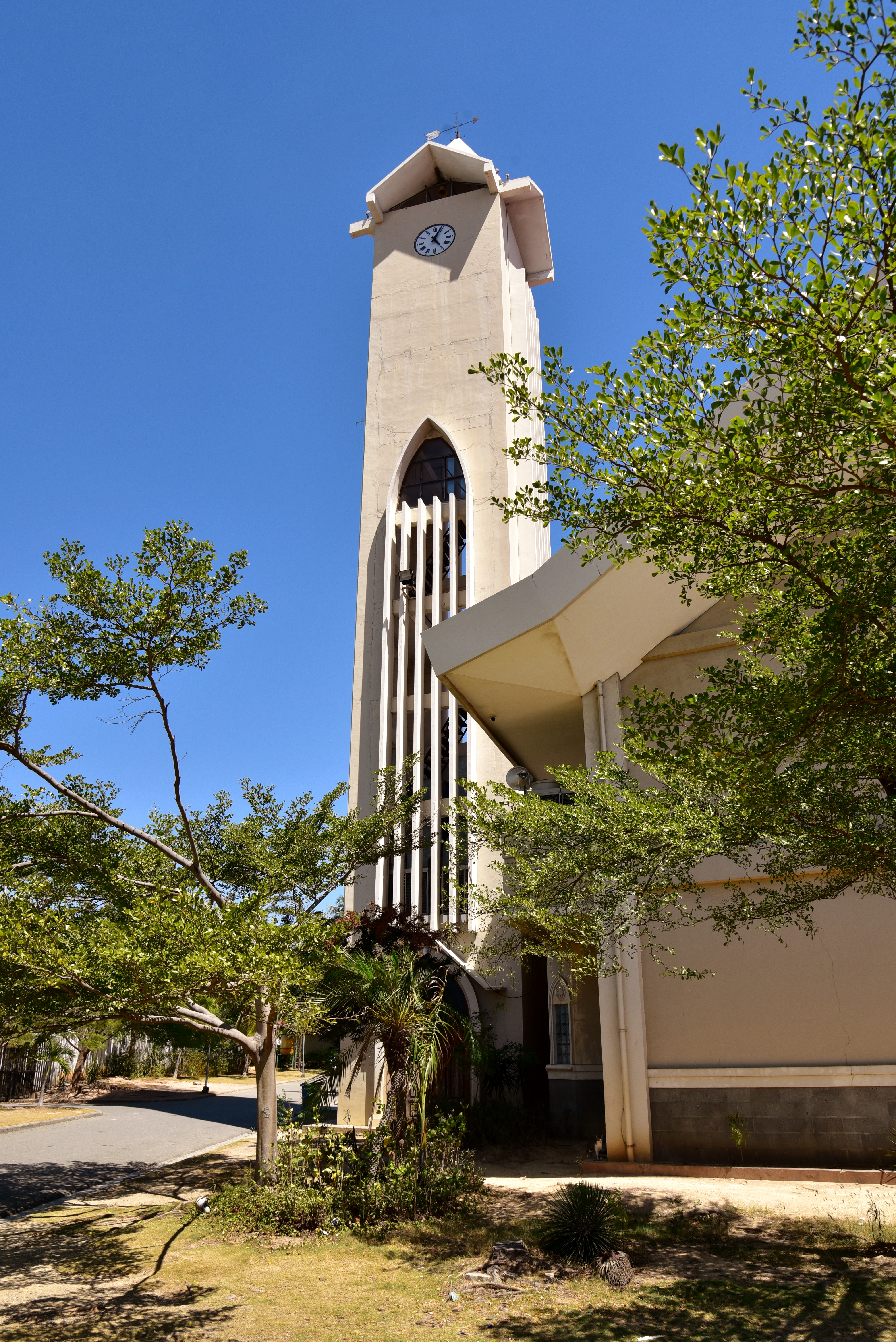
Věž katedrály